# Kurt Grossmann
Pour les articles homonymes, voir Grossmann.
Kurt Richard Grossmann (né le 21 mai 1897 à Berlin-Charlottenbourg, mort le 2 mars 1972 à St. Petersburg) est un journaliste allemand puis américain germanophone.

## Biographie
Kurt Richard Großmann est le deuxième enfant de l'homme d'affaires Hermann Großmann et de sa femme Rahel Freundlich). Les deux parents sont originaires de la campagne miséreuse de la province de Prusse-Orientale. Quinze ans plus vieux que sa femme et âgé de 48 au moment de la naissance de son fils, Hermann Großmann  meurt des suites d'une crise cardiaque en 1909. Enfant, il adhère à la Tierschutzverein für Berlin und Umgebung. Il a l'habitude de distribuer des tracts aux cochers les exhortant à traiter leurs animaux avec considération.
Grossman est élève à la Leibniz-Oberschule à Charlottenbourg. Sa scolarité n'est pas bonne. En 1914, il suit un apprentissage dans le commerce dans la Handelshaus Kosterlitz, une entreprise d'import-export dans le secteur des marchandises coloniales. À 19 ans, il s'engage dans l'armée allemande en mars 1916. Pendant la Première Guerre mondiale, il sert sur le front occidental et le front oriental. En septembre 1918, il est capturé et détenu par l'armée britannique. Ayant appris l'anglais, il sert de traducteur pendant son année d'emprisonnement.
En septembre 1919, il reprend son travail chez Kosterlitz. Début 1920, il est employé à Berlin de la Darmstädter und Nationalbank. Il est bénévole pour une organisation de prisonniers de guerre. Kurt Großmann est pacifiste à sa sortie du camp britannique PoW et, face à l'opposition significative d'éléments populistes, prend la tête de la reconnaissance internationale des victimes de la guerre. Il s'associe au Totensonntag en 1921. Il s'engage dans la Ligue allemande des droits de l'homme. Quelques années plus tard, le 11 novembre 1928, Großmann s'associe à Stephan Fingal pour organiser la seule commémoration officielle en Allemagne de l'armistice de 1918 de la République de Weimar.
Kurt Grossmann est secrétaire général de la Ligue allemande des droits de l'homme de 1926 à 1933 et un opposant engagé au nazisme émergent. Sous sa direction, la ligue fait campagne contre les injustices dans les tribunaux. Un cas particulièrement médiatisé est celui de l'ouvrier illettré polonais, Josef Jakubowski, reconnu coupable de meurtre, condamné et exécuté en 1925. Le procès est largement considéré comme vicié et il y a un sentiment que le statut de Jakubowski en tant qu'étranger analphabète aurait pu jouer un rôle dans sa condamnation et sa condamnation injustifiées. La campagne réussit à obtenir une réhabilitation partielle (posthume) pour Jakubowski après que les vrais meurtriers sont arrêtés et condamnés en 1929.
Großmann est l'un des organisateurs de Das Freie Wort, une grande réunion de protestation antifasciste devant l'opéra Kroll de Berlin le 19 février 1933, dissoute par la police au bout de deux heures. On y dénonce un certain nombre de menaces et de violations majeures des droits de l'homme, comme les restrictions à la liberté de réunion et à la liberté de la presse, imposées au cours des trois semaines depuis la prise du pouvoir nazie. Quelques jours plus tard, Robert Kempner lui dit au téléphone qu'il sera arrêté.
Après la destruction de papiers personnels, le 28 février 1933, il fuit le régime nazi à Prague. La veille au soir, Kurt et Elsa Großmann étaient invités à une fête organisée à Berlin par les sociaux-démocrates pour marquer le cinquantième anniversaire de la mort de Karl Marx. Il passe sa première nuit à Prague chez une connaissance de la Ligue allemande des droits de l'homme. Elsa et le fils du couple Walter le rejoignirent à Prague le 5 mars 1933. Grossmann est l'un des 33 Allemands qui perdent leur nationalité allemande à la suite de la première liste d'expatriation du Troisième Reich en 1933.
À Prague, il crée la Demokratische Flüchtlingsfürsorge, une organisation d'aide aux réfugiés et aide de nombreux émigrants à fuir à Prague, plus tard à Paris et aux États-Unis et fournit un soutien matériel, même s'il vit lui-même souvent dans de mauvaises conditions. Il s'installe à Paris en 1938. Après les accords de Munich, il s'efforce d'aider à extraire les exilés antifascistes allemands en danger en Tchécoslovaquie.
Il arrive aux États-Unis, à New York, en 1939. Il travaille pour le Congrès juif mondial puis l'Agence juive et la Jewish Claims Conference. Arrivé avec le statut de réfugié, il obtient la citoyenneté américaine après la Seconde Guerre mondiale. Il s'engage dans la réconciliation entre les Juifs et les Allemands.
Il publie, avant et pendant la Seconde Guerre mondiale, dans presque tous les journaux d'émigrés : Aufbau, Die Neuen Weltbühne, Neuer Vorwärts, Pariser Tageblatt, Das Neue Tage-Buch…
Grossmann est brièvement correspondant américain de l'organe social-démocrate Vorwärts et écrit pour tous les grands journaux libéraux de gauche en Allemagne et pour Berner Tagwacht et pour Israel-Nachrichten. Grossmann est l'auteur d'environ 8 500 articles de revues et de nombreux livres. Son œuvre la plus connue est le livre Die unbesungenen Helden, publié en 1957, qui décrit les actes de résistance d'Allemands contre la persécution nazie. Ce faisant, il initie la commémoration par le sénateur berlinois de l'Intérieur, Joachim Lipschitz, qui honore pour la première fois en 1960 les activités antifascistes de citoyens largement inconnus. En 1972, Kurt Grossmann est candidat pour recevoir la Médaille Carl von Ossietzky  de la Ligue internationale des droits de l'homme, mais il meurt avant.
La succession de Grossmann est conservée dans les archives de la Hoover Institution à l'université Stanford.

## Crédit d'auteurs
- (en) Cet article est partiellement ou en totalité issu de l’article de Wikipédia en anglais intitulé « Kurt Großmann » (voir la liste des auteurs).